# Khairbanni
Khairbanni – gaun wikas samiti w środkowej części Nepalu w strefie Dźanakpur w dystrykcie Mahottari. Według nepalskiego spisu powszechnego z 2001 roku liczył on 1162 gospodarstw domowych i 6870 mieszkańców (3204 kobiet i 3666 mężczyzn).